# Arnebia tubata
Arnebia tubata là loài thực vật có hoa trong họ Mồ hôi. Loài này được (Bertol.) Sam. mô tả khoa học đầu tiên năm 1938.